# MaltaPost
MaltaPost p.l.c. – spółka dostarczająca usługi pocztowe na Malcie. Jako publiczna spółka akcyjna 1 maja 1998 przejęła rynek usług pocztowych, poprzednio obsługiwany przez Posta Limited.

## Historia
MaltaPost 16 kwietnia 1998 została zarejestrowana w Maltańskim Rejestrze Spółek jako publiczna spółka akcyjna. Przejęła ona działalność od Posta Limited z dniem 1 maja tego roku. 31 stycznia 2002 MaltaPost została częściowo sprywatyzowana, kiedy rząd sprzedał 35% udziałów Transend Worldwide Ltd, spółce należącej do New Zealand Post Ltd. We wrześniu 2007 rząd ponownie sprzedał, tym razem 25% swoich udziałów w MaltaPost, Lombard Bank plc, który w efekcie stał się głównym udziałowcem w spółce z 60% udziałów. Pozostałe 40% zostało w styczniu 2008 sprzedane w publicznej sprzedaży.
W 2011 w MaltaPost przeprowadzono szereg reform, w tym przyjęcie nowego logo.

## Znaczki pocztowe
MaltaPost swoje pierwsze znaczki wydała 27 maja 1998, była to 4-znaczkowa seria upamiętniająca Międzynarodowy Rok Oceanu. Na początku 1999, niemiecka firma Bundesdruckerei rozpoczęła drukowanie znaczków Malty, przejąwszy to od lokalnej spółki Printex Limited. Pierwsze definitywne znaczki były wydawane w okresie 1999–2003, pokazują one kwiaty Malty. W połowie 2004 drukowanie maltańskich znaczków ponownie powierzono Printex Ltd. Od tego czasu liczba wydawanych rocznie serii znacznie wzrosła, a do projektów znaczków częściej używano fotografii, zwłaszcza w latach 2008–2009. Wiele ostatnich wydań bazuje na obrazach, zwłaszcza na akwarelach (projektant: Cedric Galea Pirotta) lub zdjęciach i projektach graficznych opracowanych przez MaltaPost. Tematyka wielu znaczków jest lokalna, a język angielski jest wiodącym na znaczkach. MaltaPost bierze udział w różnych seriach wydawniczych, m.in. EUROPA i SEPAC.
Począwszy od 2003 drukowane były znaczki o wysokim nominale, chociaż standardowa opłata za list lokalny wynosi 0,26 euro. Jakkolwiek znaczki te przeznaczone są głównie dla kolekcjonerów, wysokie nominały są ciągle używane do opłacania paczek pocztowych lub listów poleconych, gdyż naklejki pocztowe (z wydrukowaną opłatą) nie są używane na Malcie tak często, jak w innych krajach.

## Skrzynki pocztowe

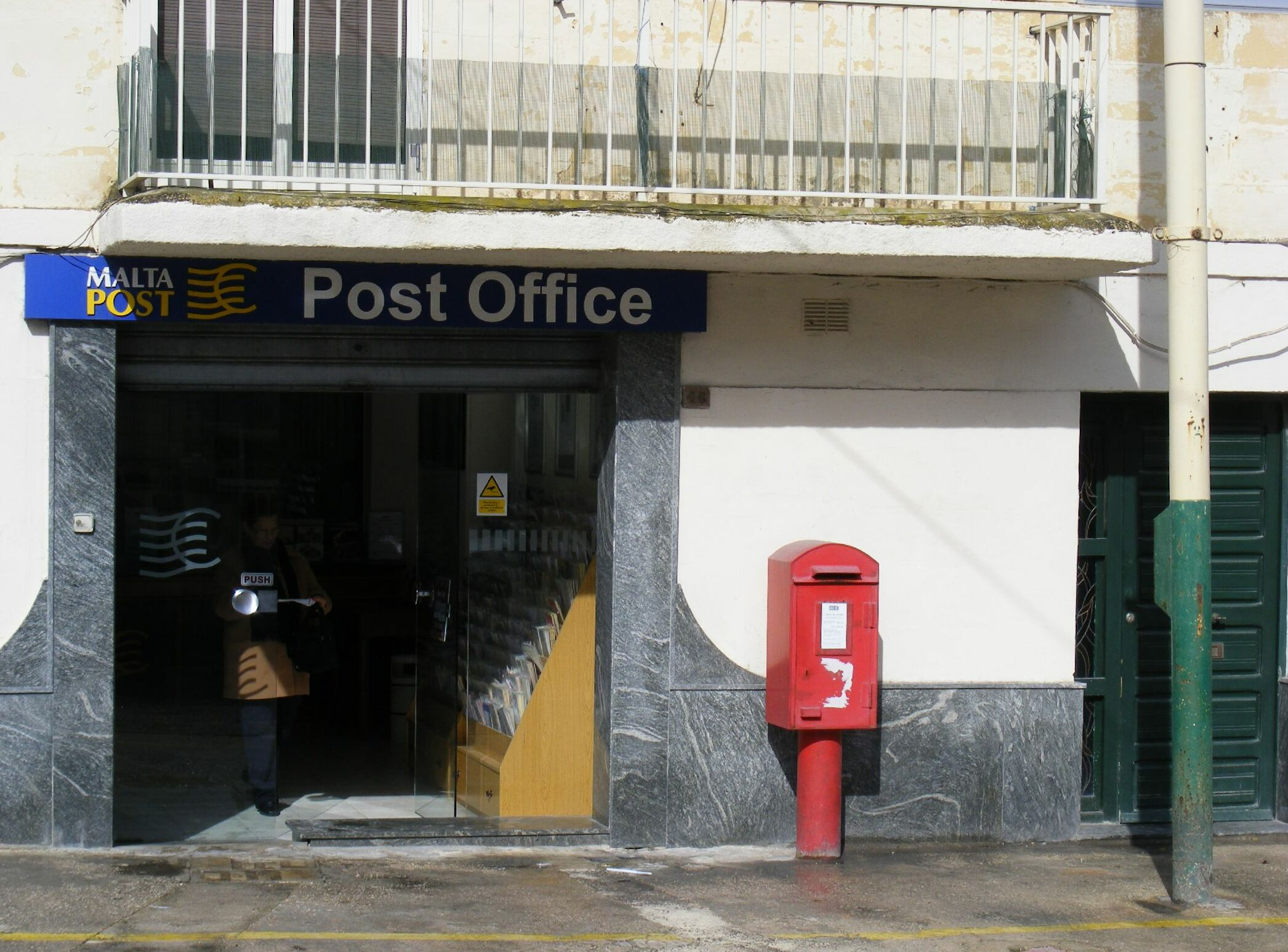
Birżebbuġa – rząd pocztowy

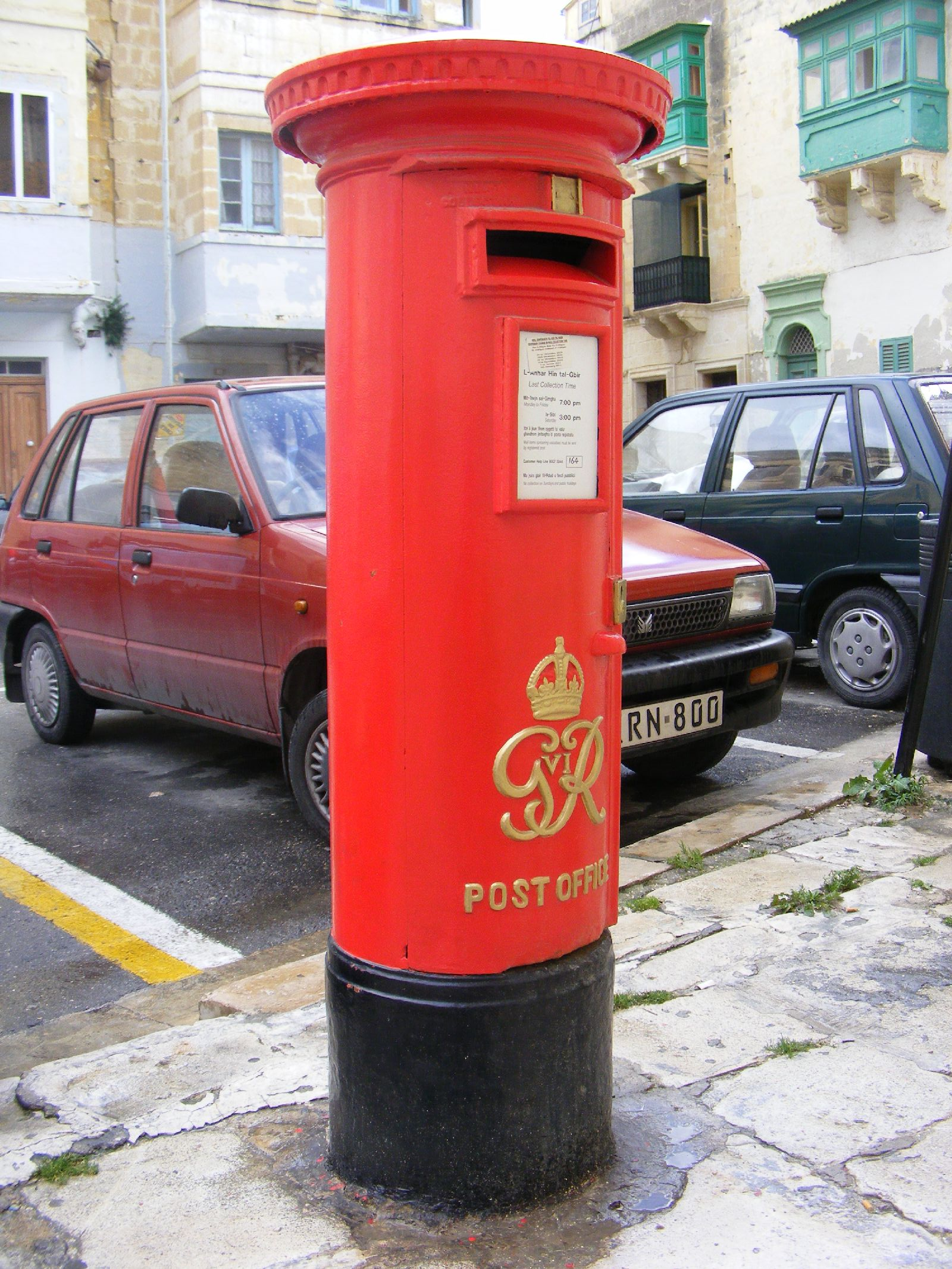
Isla – kolumnowa skrzynka pocztowa z czasów Jerzego VI (1936-1952)

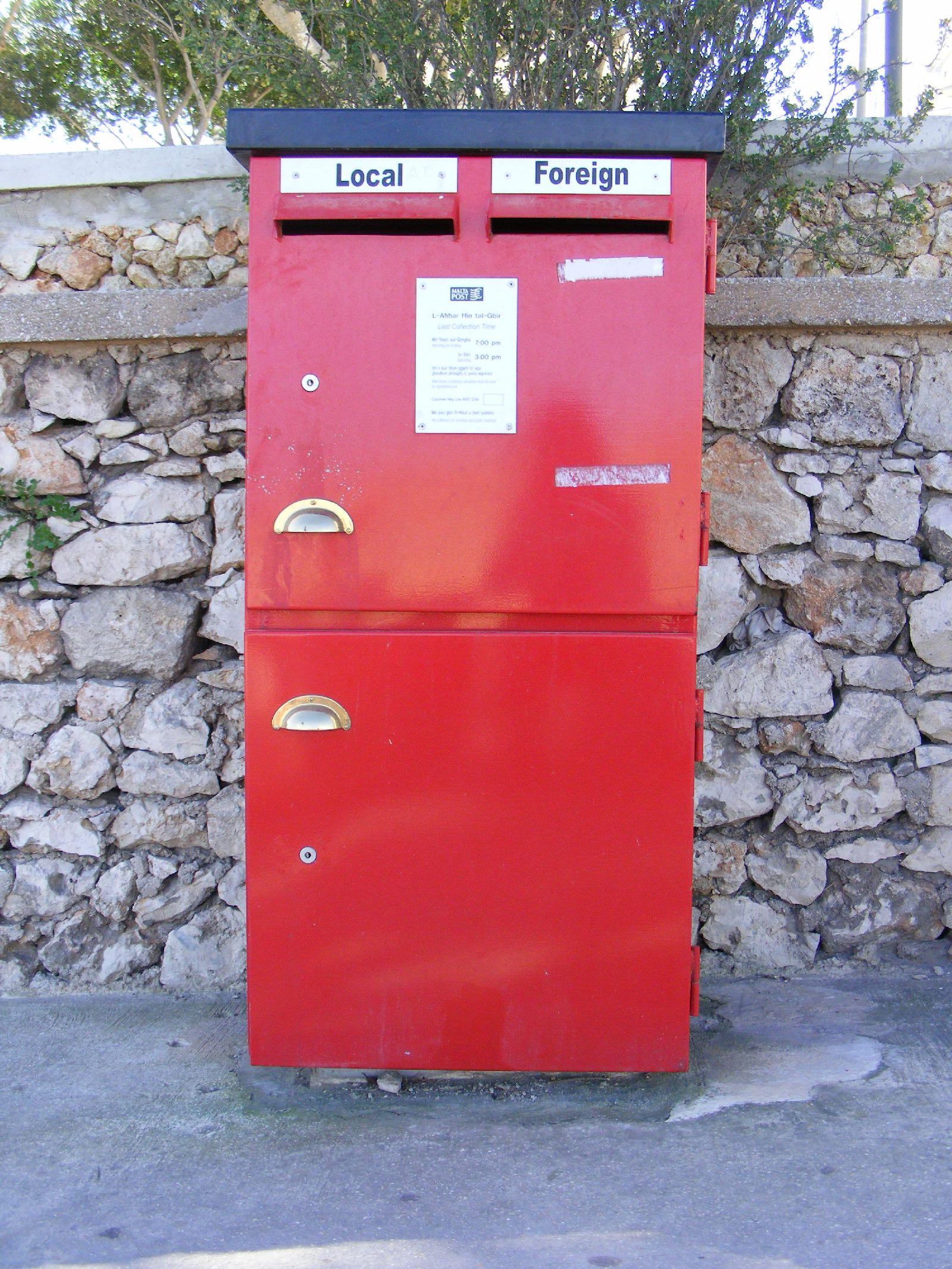
Mellieħa – współczesna skrzynka pocztowa

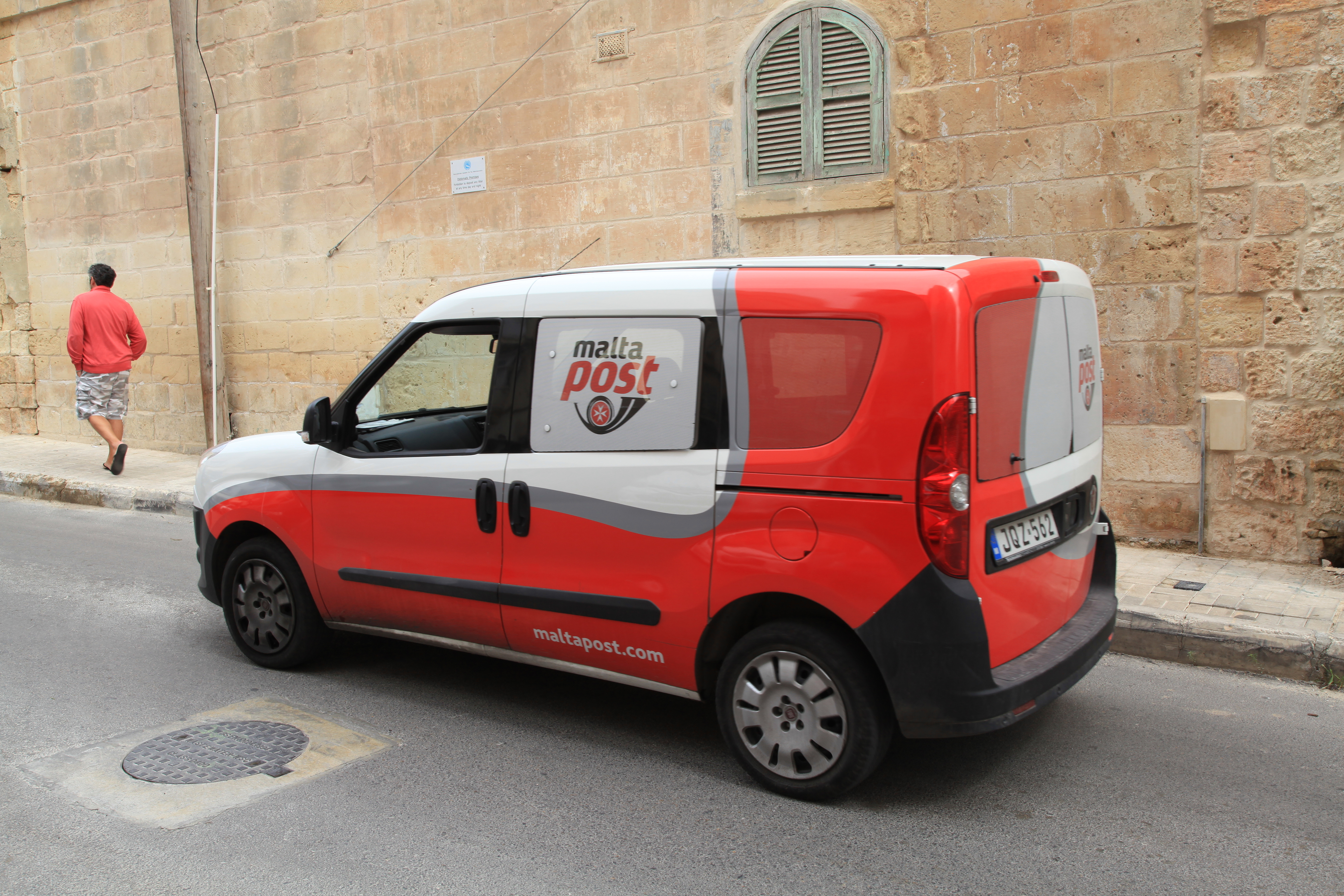
MaltaPost Fiat Doblò Mk2 van w St. Julian’s.

### Okręgi pocztowe
Na Malcie (wyspie) są 3 okręgi pocztowe, zaś na Gozo – 1. każda miejscowość na Malcie lub Gozo podlega pod jeden z nich.
| Nazwa             | Adres                      | Miejscowość   |
| ----------------- | -------------------------- | ------------- |
| Okręg Centralny 1 | Qormi Road                 | Marsa         |
| Okręg Centralny 2 | Mensija Road               | San Ġwann     |
| Okręg Południowy  | Our Lady of Sorrows Street | Żejtun        |
| Okręg Gozo        | Saint Elizabeth Street     | Xewkija, Gozo |

### Urzędy pocztowe
Kod zaczynający się na „R” oznacza Urząd Pocztowy (Branch Post Office – BPO), zaś na „S” – Placówkę Pocztową (Sub Post Office – SPO). Te ostatnie przeważnie ulokowane są w sklepach. Aktualnie (wrzesień 2015) MaltaPost posiada 35 urzędów pocztowych (w tym 5 na Gozo), oraz 28 placówek pocztowych (w tym 3 na Gozo)
| Kod | Adres                       | Miejscowość       |
| --- | --------------------------- | ----------------- |
| R01 | Qormi Road                  | Marsa             |
| R02 | Victory Street              | Qormi             |
| R03 | Dun Ġulju Muscat Street     | Luqa              |
| R04 | Malta International Airport | Luqa              |
| R05 | Saint Catherine Street      | Żurrieq           |
| R06 | Sciortino Street            | Żebbuġ            |
| R07 | Parish Square               | Rabat             |
| R08 | Main Street                 | Balzan            |
| R09 | Valley Road                 | Birkirkara        |
| R10 | 21 September Avenue         | Naxxar            |
| R11 | Constitution Street         | Mosta             |
| R12 | New Windmill Street         | Mellieħa          |
| R13 | Wax Alley                   | San Pawl il-Baħar |
| R14 | Dolmen Street               | Buġibba           |
| R15 | Naxxar Street               | San Ġwann         |
| R16 | Paceville Street            | San Ġiljan        |
| R17 | Manwel Dimech Street        | Sliema            |
| R18 | Meme’ Scicluna Square       | Gżira             |
| R19 | Gwardamanġa Hill            | Pietà             |
| R20 | Ferrovija Street            | Ħamrun            |
| R21 | Castille Square             | Valletta          |
| R22 | Old Bakery Street           | Valletta          |
| R23 | Antoine de Paule Square     | Paola             |
| R24 | Fuq San Pawl                | Bormla            |
| R25 | Convent Street              | Żabbar            |
| R26 | Saint Lucian Street         | Żejtun            |
| R27 | Żarenu Dalli Street         | Birżebbuġa        |
| R28 | Visitation Street           | Għarb, Gozo       |
| R29 | Republic Street             | Victoria, Gozo    |
| R30 | Racecourse Street           | Xagħra, Gozo      |
| R31 | North Street                | Nadur, Gozo       |
| R32 | J. F. de Chambray Street    | Għajnsielem, Gozo |
| R33 | University Campus           | Msida             |
| S01 | Saint Nicholas Square       | Siġġiewi          |
| S02 | Parish Street               | Mqabba            |
| S06 | Marina Street               | Marsaskala        |
| S07 | Victory Square              | Birgu             |
| S08 | Archbishop Gonzi Square     | Kalkara           |
| S09 | Saint Thomas Street         | Fgura             |
| S10 | Market Square               | Tarxien           |
| S12 | Frenċ Abela Square          | Dingli            |
| S14 | Ġorġ Borg Olivier Street    | Mellieħa          |
| S15 | Kananea Street              | Attard            |
| S16 | Mannarino Street            | Birkirkara        |
| S17 | L. Casolani Street          | Birkirkara        |
| S20 | Saint Bartholomeo Street    | Għargħur          |
| S21 | Feliċ Borġ Street           | San Ġwann         |
| S22 | Ċensu Xerri Street          | Sliema            |
| S23 | Testaferrata Street         | Ta’ Xbiex         |
| S26 | Our Lady of Sorrows Street  | San Lawrenz       |
| S29 | Victory Street              | Birkirkara        |
| S30 | Kaħli Street                | San Pawl il-Baħar |
| S31 | Orvieto Street              | Kerċem, Gozo      |
| S32 | Manoel de Vilhena Street    | Gżira             |
| S33 | Wesgħa Bir Id-Deheb         | Għaxaq            |
| S35 | Marfa Road                  | Mellieħa          |
| S36 | Fleur-de-Lys Street         | Santa Venera      |
| S37 | Glormu Cassar Street        | Mosta             |
| S38 | Dun Karm Caruana Street     | Għasri, Gozo      |
| S39 | Imhazen Street              | Floriana          |

### Inne placówki
Dodatkowo na Malcie i Gozo jest 431 autoryzowanych punktów sprzedaży znaczków pocztowych. Skrzynki pocztowe znajdują się praktycznie w każdej miejscowości.

## Kody pocztowe
Początkowo MaltaPost kontynuowała używanie kodów pocztowych, ustanowionych w latach 90. XX w. W 2007 zostały one zmienione dla wszystkich adresów. Każdy kod pocztowy składa się z trzech liter, różnych zależnie od miejscowości, oraz czterech cyfr, np. MTP 1001 (kod pocztowy głównej siedziby MaltaPost w Marsa).